# Rae (album)
Rae è il secondo album in studio della cantante statunitense Ashe, pubblicato nel 2022.

## Tracce
1. Rae's Theme – 0:38
2. Another Man's Jeans – 2:45
3. Hope You're Not Happy – 2:44
4. Shower with My Clothes On – 3:04
5. OMW – 2:51
6. Angry Woman – 2:33
7. Emotional – 2:40
8. Love You Need – 3:15
9. It Can't Be You – 3:04
10. Loose Ends – 4:03
11. San Jose – 3:17
12. Love Is Letting Go (featuring Diane Keaton) – 2:34
13. Count On Me – 3:39
14. Fun While It Lasted – 2:26